# Medaliści mistrzostw świata w kolarstwie halowym - Mężczyźni indywidualnie
Pełna lista medalistów mistrzostw świata w kolarstwie halowym w zawodach indywidualnych mężczyzn.

## Medaliści
| Rok  | Złoto               | Srebro              | Brąz                 |
| ---- | ------------------- | ------------------- | -------------------- |
| 1956 | Arnold Tschopp      | Edi Grommes         | Adolf Pokorný        |
| 1957 | Arnold Tschopp      | Werner Vogt         | Holdi Thom           |
| 1958 | Heinz Pfeifer       | Arnold Tschopp      | Hebert Wolfgang      |
| 1959 | Heinz Pfeifer       | Arnold Tschopp      | Jan Kryštůfek        |
| 1960 | Arnold Tschopp      | Heinz Pfeifer       | Heinz Stapf          |
| 1961 | Arnold Tschopp      | Gerhard Bräuer      | Hans Thissen         |
| 1962 | Arnold Tschopp      | Gerhard Blotny      | Jan Kryštůfek        |
| 1963 | Arnold Tschopp      | Hans Thissen        | Gerhard Bräuer       |
| 1964 | Hans Thissen        | Manfred Maute       | Jan Kryštůfek        |
| 1965 | Hans Thissen        | Gerhard Blotny      | Manfred Maute        |
| 1966 | Willi Eichin        | Gerhard Bräuer      | František Kratochvíl |
| 1967 | Gerhard Blotny      | Manfred Maute       | Willi Eichin         |
| 1968 | Manfred Maute       | Willi Eichin        | Gerhard Blotny       |
| 1969 | Gerhard Blotny      | Manfred Maute       | Willi Eichin         |
| 1970 | Willi Eichin        | Manfred Maute       | Wilko Finke          |
| 1971 | Manfred Maute       | Gerhard Obert       | Jan Kryštůfek        |
| 1972 | Manfred Maute       | Gerhard Obert       | Peter Eberhard       |
| 1973 | Gerhard Obert       | Reiner Niedergesäss | Peter Eberhard       |
| 1974 | Gerhard Obert       | Kurt Hunsänger      | Peter Eberhard       |
| 1975 | Gerhard Obert       | Kurt Hunsänger      | Patrik Schwartz      |
| 1976 | Kurt Hunsänger      | Gerhard Obert       | Patrik Schwartz      |
| 1977 | Kurt Hunsänger      | Patrik Schwartz     | Gerhard Obert        |
| 1978 | Kurt Hunsänger      | Franz Kratochwil    | Hansjörg Mohn        |
| 1979 | Franz Kratochwil    | Patrik Schwartz     | Gerhard Obert        |
| 1980 | Franz Kratochwil    | Jürgen Kessler      | Patrik Schwartz      |
| 1981 | Franz Kratochwil    | Jürgen Kessler      | Markus Maggi         |
| 1982 | Franz Kratochwil    | Markus Maggi        | Jürgen Kessler       |
| 1983 | Franz Kratochwil    | Hermann Martens     | Jürgen Kessler       |
| 1984 | Markus Maggi        | Dietmar Ingelfinger | Jürgen Kessler       |
| 1985 | Markus Maggi        | Jürgen Kessler      | Hermann Martens      |
| 1986 | Dieter Maute        | Dietmar Ingelfinger | Roland Fleisch       |
| 1987 | Dieter Maute        | Dietmar Ingelfinger | Hermann Martens      |
| 1988 | Harry Bodmer        | Hermann Martens     | Dieter Maute         |
| 1989 | Harry Bodmer        | Dieter Maute        | Hermann Martens      |
| 1990 | Dietmar Ingelfinger | Harry Bodmer        | Hermann Martens      |
| 1991 | Harry Bodmer        | Dieter Maute        | Hermann Martens      |
| 1992 | Harry Bodmer        | Dieter Maute        | Lionel Schwer        |
| 1993 | Franz Kratochwil    | Jens Schmitt        | Christian Wilhelm    |
| 1994 | Franz Kratochwil    | Jens Schmitt        | José Arellano        |
| 1995 | Franz Kratochwil    | Jens Schmitt        | José Arellano        |
| 1996 | Jens Schmitt        | Joachim Wesner      | José Arellano        |
| 1997 | Martin Rominger     | Jens Schmitt        | Hannes Mähr          |
| 1998 | Martin Rominger     | Jens Schmitt        | Hannes Mähr          |
| 1999 | Martin Rominger     | José Arellano       | Hannes Mähr          |
| 2000 | Martin Rominger     | Matthias Letsch     | Milan Křivánek       |
| 2001 | Martin Rominger     | José Arellano       | Matthias Letsch      |
| 2002 | Martin Rominger     | Arnošt Pokorný      | Milan Křivánek       |
| 2003 | Martin Rominger     | Robin Hartmann      | Arnošt Pokorný       |
| 2004 | Arnošt Pokorný      | Robin Hartmann      | Steffen Hain         |
| 2005 | David Schnabel      | Robin Hartmann      | Milan Křivánek       |
| 2006 | David Schnabel      | Florian Blab        | Robin Hartmann       |
| 2007 | Robin Hartmann      | David Schnabel      | Michael Brugger      |
| 2008 | David Schnabel      | Florian Blab        | Robin Hartmann       |
| 2009 | David Schnabel      | Florian Blab        | Samuel Yu            |
| 2010 | David Schnabel      | Florian Blab        | Wong Hang Cheong     |
| 2011 | David Schnabel      | Florian Blab        | Wong Hang Cheong     |
| 2012 | David Schnabel      | Florian Blab        | Yannick Martens      |